# Minthea acanthacollis
Minthea acanthacollis är en skalbaggsart som först beskrevs av Carter och Emil Hermann Zeck 1937.  Minthea acanthacollis ingår i släktet Minthea och familjen kapuschongbaggar. Inga underarter finns listade i Catalogue of Life.

## Bildgalleri

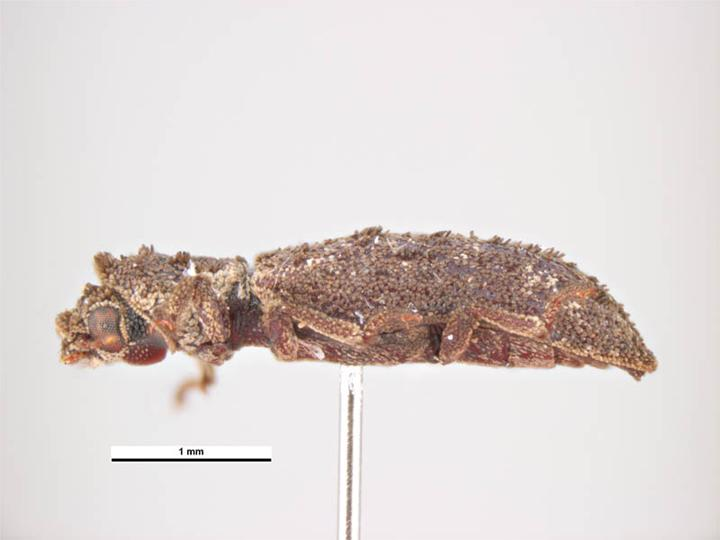